# Camille Lian
Pour les articles homonymes, voir Lian.
Camille Lian, né le 4 janvier 1882 à Treigny dans l'Yonne et mort le 8 avril 1969 en son domicile dans le 7e arrondissement de Paris, est un médecin français, spécialisé dans les maladies du cœur et des vaisseaux . Membre de l'Académie nationale de médecine et de très nombreuses sociétés savantes nationales étrangères, il est l'auteur de la première description clinique de l'infarctus du myocarde chez une personne vivante, en 1921.
De 1948 à 1950, il est le président de la Société Française de Cardiologie.

## Œuvres et publications
- « Le syndrome d'insuffisance ventriculaire gauche », La Presse médicale, 22 janvier 1910, p. 49-50, Texte intégral.
- Titres et travaux scientifiques, Paris, G. Steinheil, 1913, Texte intégral.
- Exposé des titres et travaux scientifiques, [mai 1919], S.l., s.n., 1919, Texte intégral.
- Exposé des titres et travaux scientifiques, [mai 1920], S.l., s.n., 1920, Texte intégral.

## Hommages
- Plaque au 19 de la rue de Bourgogne à Paris[3].

- Il y a une rue du Professeur Camille Lian à Treigny, village où se trouve sa maison natale. Une plaque est apposée sur la façade.

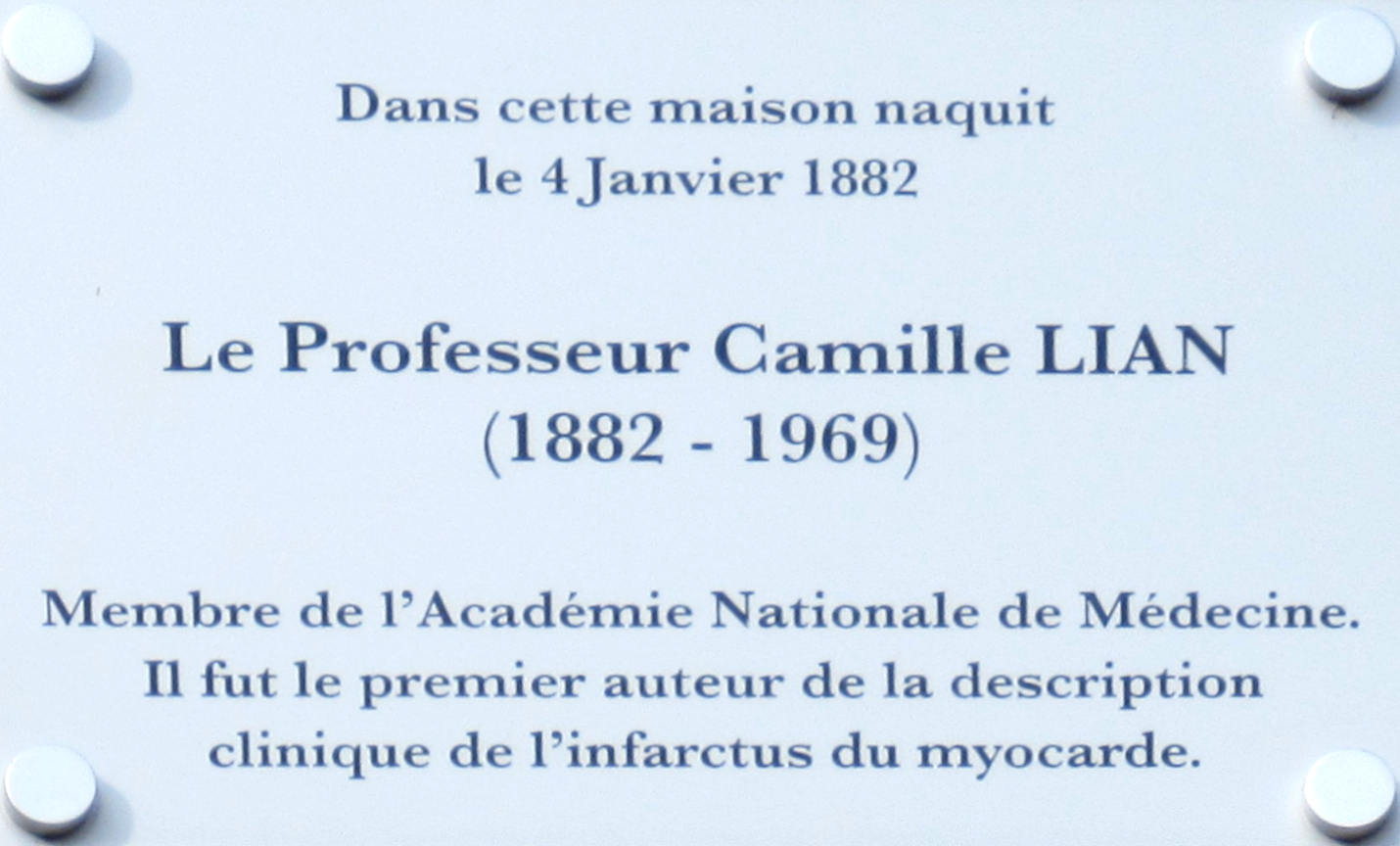
Plaque sur la maison natale Professeur Camille Lian à Treigny.
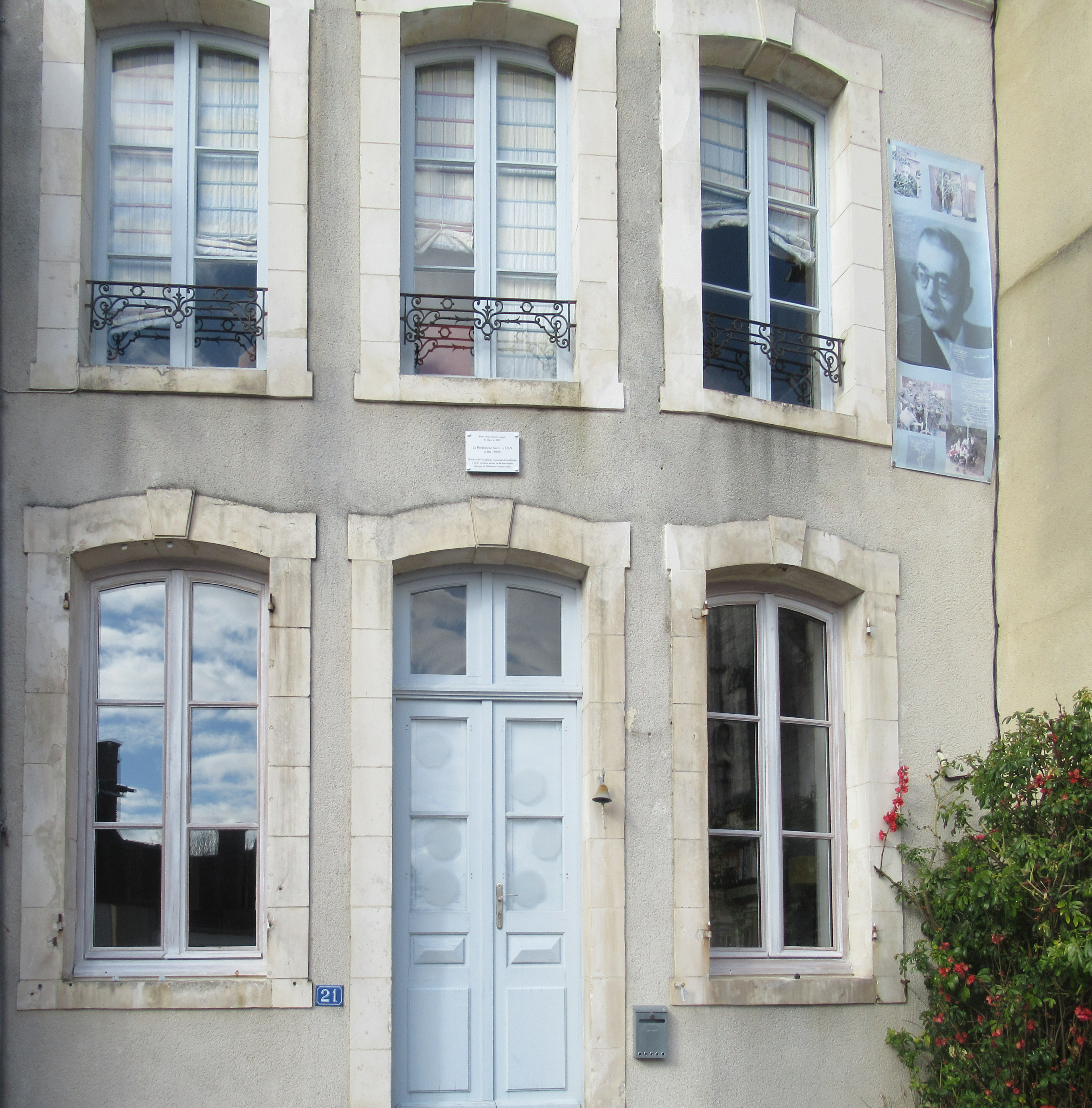
Maison natale de Camille Lian à Treigny.